# Уайтхёрст, Чарли
Чарльз Дэвид Уайтхёрст мл. (англ. Charles David Whitehurst, Jr.; род. 6 августа 1982, Грин-Бей, Висконсин) — американский профессиональный футболист, квотербек. Выступал в НФЛ с 2006 по 2016 год.

## Биография

### Начало карьеры
Чарли Уайтхёрст родился в Грин-Бей в штате Висконсин. Его отец, Дэвид, в прошлом был квотербеком клубов «Грин-Бей Пэкерс» и «Канзас-Сити Чифс». Чарли учился в старшей школе Чаттахучи в Джорджии. В течение четырёх лет он играл за школьные команды по футболу и бейсболу. В выпускном классе травмировал плечо и сломал большой палец на руке, из-за чего смог принять участие только в шести матчах. Несмотря на это, журнал Super Prep включил его в число пятидесяти лучших игроков школ штата.
В 2001 году Уайтхёрст поступил в Клемсонский университет. В первый год обучения он не играл за команду, являясь её третьим квотербеком и имея статус redshirt. Весной следующего года Чарли проявил себя в подготовительных играх, набрав 227 ярдов и сделав четыре тачдауна во время просмотрового матча. 2 ноября 2002 года в игре против Дьюка он отдал 34 паса из 52 попыток и набрал 420 ярдов, повторив рекорд университета. Три тачдаун-паса он отдал в последние четыре минуты игры, что позволило команде отыграть отставание в 14 очков. По ходу сезона Чарли провёл серию из 108 передач подряд без перехватов.
Чемпионат 2003 года он завершил вторым в конференции ACC по набранным в среднем за игру ярдам, уступив только лучшему игроку года Филипу Риверсу. Чарли сыграл пять матчей с не менее чем 300 ярдами, установив командный рекорд для одного сезона. «Клемсон Тайгерс» завершили год игрой за Пич Боул против «Теннесси Волантирс», в которой Уайтхёрст набрал 264 пасовых ярда против одной из сильнейших защитных линий NCAA.
Сезон 2004 года Уайтхёрст начал с уверенного выступления против «Уэйк-Форест Демон Диконс», набрав в нападении 303 ярда и принеся своей команде победу во втором овертайме. Так же хорошо он показал себя и в игре против «Майами Харрикейнс», которую «Клемсон» выиграл в дополнительное время, отыграв отставание в четвёртой четверти. По итогам чемпионата Чарли стал шестым в конференции ACC по набранным в среднем за игру ярдам с показателем 191,8.
В 2005 году «Тайгерс» играли нестабильно, но в концовке провели серию из шести победных матчей подряд, обыграв, в том числе, победителя конференции «Флорида Стейт Семинолс». Уайтхёрст набрал в этом матче 269 ярдов и сделал три тачдауна. Последнюю игру в чемпионате Клемсон выиграл на выезде у Саут Каролина Геймкокс со счётом 13:9. Чарли стал первым квотербеком в истории их принципиального соперничества, выигравшим четыре игры дерби за четыре года. Завершился сезон команды победой в Чемпс Спортс Боул над «Колорадо Баффалос» со счётом 19:10. Уайтхёрст в этом матче занёс один выносной тачдаун.
В 2017 году газета The Post & Courier поставила Уайтхёрста на третье место среди лучших квотербеков за всю историю выступлений «Клемсон Тайгерс».

#### Статистика выступлений в чемпионате NCAA
| Сезон | Команда         | Игры | Пас | Пас   | Пас  | Пас   | Пас | Пас | Пас | Пас   | Вынос | Вынос | Вынос | Вынос |
| Сезон | Команда         | Игры | Cmp | Att   | Pct  | Yds   | Y/A | TD  | Int | Rtg   | Att   | Yds   | Avg   | TD    |
| ----- | --------------- | ---- | --- | ----- | ---- | ----- | --- | --- | --- | ----- | ----- | ----- | ----- | ----- |
| 2002  | Клемсон Тайгерс | 9    | 123 | 214   | 57,5 | 1 554 | 7,3 | 10  | 6   | 128,3 | 43    | -20   | -0,5  | 2     |
| 2003  | Клемсон Тайгерс | 13   | 288 | 465   | 61,9 | 3 561 | 7,7 | 21  | 13  | 135,6 | 92    | 49    | 0,5   | 4     |
| 2004  | Клемсон Тайгерс | 11   | 177 | 349   | 50,7 | 2 067 | 5,9 | 7   | 17  | 97,3  | 81    | 43    | 0,5   | 1     |
| 2005  | Клемсон Тайгерс | 11   | 229 | 340   | 67,4 | 2 483 | 7,3 | 11  | 10  | 133,5 | 50    | 26    | 0,5   | 3     |
| Всего | Всего           | 44   | 817 | 1 368 | 59,7 | 9 665 | 7,1 | 49  | 46  | 124,2 | 266   | 98    | 0,4   | 10    |

## Профессиональная карьера
Перед драфтом НФЛ 2006 года сайт footballsfuture.com писал, что Уайтхёрст имеет хорошие шансы успешно выступать в НФЛ, если будет более дисциплинированным на поле, и прогнозировал ему выбор во втором раунде.
Чарли был выбран в третьем раунде под общим 81 номером клубом «Сан-Диего Чарджерс». В команде он стал третьим квотербеком после выбранного в первом раунде драфта 2004 года Филипа Риверса и Билли Волека. Сезон 2006 года стал для «Чарджерс» одним из лучших в клубной истории. Команда одержала четырнадцать побед, выиграв свой дивизион, но уступив в первом раунде плей-офф «Нью-Ингленд Пэтриотс». Место стартового квотербека прочно занял Риверс, получивший шанс после обмена Дрю Бриза в «Сэйнтс». Уайтхёрст появился на поле всего в двух играх чемпионата. В течение следующих трёх сезонов Чарли на поле не выходил вообще и в 2010 году был обменян в «Сиэтл Сихокс», которые рассчитывали, что он сменит ветерана Мэтта Хасселбека.
6 ноября 2010 года тренерский штаб Сиэтла объявил, что Уайтхёрст выйдет стартовым квотербеком на матч против «Нью-Йорк Джайентс», заменив Хасселбека, получившего сотрясение мозга. Для Чарли эта игра стала первой в стартовом составе в НФЛ. Игра завершилась победой «Джайентс» со счётом 41:7. Сайт ESPN назвал единственным положительным моментом в игре «Сихокс» то, что Уайтхёрст смог доиграть матч до конца, так как ранее в сезон защита ньюйоркцев выбила пятерых квотербеков соперника. Чарли реализовал 12 попыток паса из 23, набрав 113 ярдов, бросил два перехвата и 36-ярдовый тачдаун на Бена Обоману. Вторым стартом в его карьере стала игра против «Сент-Луис Рэмс» 2 января 2011 года, определявшая победителя Западного дивизиона НФК. Эту игру Уайтхёрст провёл на хорошем уровне, набрав 192 ярда, отдав тачдаун-пас в первой четверти и не совершив ошибок. «Сиэтл» одержал победу со счётом 16:6 и вышел в плей-офф. В играх на вылет в основном составе выходил восстановившийся после травмы Хасселбек.
Перед стартом чемпионата 2011 года «Сихокс» выменяли у «Миннесоты» Тавариса Джексона и главный тренер команды Пит Кэррол объявил, что он займёт место стартового квотербека. В регулярном чемпионате вышел на поле в трёх играх и весной 2012 года покинул команду, подписав двухлетний контракт с «Чарджерс» на 3,05 млн долларов. Во время первых предсезонных сборов команды Чарли травмировал колено. В составе «Сан-Диего» Уайтхёрст провёл сезоны 2012 и 2013 годов, появившись на поле всего два раза.
В марте 2014 года Чарли подписал двухлетний контракт с «Теннесси Тайтенс», рассматривавших его как запасного квотербека для Джейка Локера. В октябре, в своём втором старте в составе клуба, Уайтхёрст одержал вторую для себя победу в НФЛ. В матче против «Джэксонвилла» он набрал 233 ярда, ставшие для него лучшим результатом в карьере. Всего в 2014 году в качестве стартового квотербека «Тайтенс» Чарли провёл пять игр и эта победа осталась для него единственной. В следующем сезоне он появился на поле всего один раз. С приходом в клуб выбранного на драфте 2015 года Маркуса Мариоты, Уайтхёрст снова стал только третьим квотербеком клуба. 11 ноября Теннесси отчислили его, освободив место для ещё одного новичка Дэвида Кобба.
12 ноября с драфта отказов Уайтхёрста взяли «Индианаполис Колтс». За клуб он сыграл в четырёх матчах, набрав в них 150 ярдов и бросив один перехват. В конце декабря Чарли был переведён в резерв травмированных игроков. Последней командой в его профессиональной карьере стали «Кливленд Браунс», контракт с которыми Чарли подписал в сентябре 2016 года. В составе клуба кроме него уже было три квотербека, а главный тренер Хью Джексон заявил что будет делать ставку на новичка Коди Кесслера, выбранного в третьем раунде драфта 2016 года. Свой единственный матч за «Кливленд» Уайтхёрст провёл против «Нью-Ингленд Пэтриотс», набрав 182 ярда и сделав тачдаун. В последней четверти игры он получил травму колена. 11 октября 2016 года контракт с ним был расторгнут.

#### Статистика выступлений в НФЛ

##### Регулярный чемпионат
| Сезон | Команда            | Игры | Пас | Пас | Пас  | Пас   | Пас | Пас | Пас | Пас  | Вынос | Вынос | Вынос | Вынос |
| Сезон | Команда            | Игры | Cmp | Att | Pct  | Yds   | Y/A | TD  | Int | Rtg  | Att   | Yds   | Avg   | TD    |
| ----- | ------------------ | ---- | --- | --- | ---- | ----- | --- | --- | --- | ---- | ----- | ----- | ----- | ----- |
| 2006  | Сан-Диего Чарджерс | 2    | 0   | 0   | 0,0  | 0     | 0,0 | 0   | 0   | 0,0  | 2     | 13    | 6,5   | 1     |
| 2010  | Сиэтл Сихокс       | 6    | 57  | 99  | 57,6 | 507   | 5,1 | 2   | 3   | 65,5 | 20    | 43    | 2,2   | 1     |
| 2011  | Сиэтл Сихокс       | 3    | 27  | 56  | 48,2 | 298   | 5,3 | 1   | 1   | 62,9 | 4     | 13    | 3,3   | 0     |
| 2013  | Сан-Диего Чарджерс | 2    | 0   | 0   | 0,0  | 0     | 0,0 | 0   | 0   | 0,0  | 6     | -5    | -0,8  | 0     |
| 2014  | Теннесси Тайтенс   | 7    | 105 | 185 | 56,8 | 1 326 | 7,2 | 7   | 2   | 87,4 | 20    | 90    | 4,5   | 0     |
| 2015  | Теннесси Тайтенс   | 1    | 0   | 0   | 0,0  | 0     | 0,0 | 0   | 0   | 0,0  | 0     | 0     | 0,0   | 0     |
| 2015  | Индианаполис Колтс | 4    | 16  | 32  | 50,0 | 150   | 4,7 | 0   | 1   | 50,3 | 2     | 1     | 0,5   | 0     |
| 2016  | Кливленд Браунс    | 1    | 14  | 24  | 58,3 | 182   | 7,6 | 1   | 1   | 78,8 | 2     | 1     | 0,5   | 0     |
| Всего | Всего              | 26   | 219 | 396 | 55,3 | 2 463 | 6,2 | 11  | 8   | 74,9 | 56    | 156   | 2,8   | 2     |